# Вахаби рат
Вахаби рат вођен је од 1811. до 1818. године између војске Египатског ејалета, формално под влашћу Османског царства, а фактички под управом Мухамеда Алија са једне и Емирата Дирије, прве саудијске државе, са друге стране. Завршен је победом Египта.

## Историја
Вахабизам је реформистички покрет унутар исламске вере основан од стране Мухамеда бин Абд ел Вахаба, који је основао Емират Дирију. Циљ Вахаба и Мухамеда бин Сауда била је реформа ислама и учвршћење на Арабијском полуострву као бази одакле се требало кренути у освајање Османског царства. Године 1802. 12.000 вахабиста опљачкали су Карбалу у Ираку и убили 5000 људи, након чега су опљачкали Џамију Хусеин ибн Алија. До 1805. године вахабисти су овладали Меком и Медином. Вахабисти су такође нападали османске караване и тако наносили велике штете османској економији. Саудијски емир отказао је верност османском султану и довео је у питање његова права да носи титулу калифа.
Султан Мустафа IV је 1807. године одредио египатског намесника Мухамеда Алија да нападне Саудијску државу (Емират Дирију). Борбе отпочињу 1811. године. Активнију кампању против вахабиста покренуо је Михамедов син Ибрахим-паша 1817. године, подржан од стране албанских племена. Ибрахим је марширао ка саудијској престоници Дирији. Вахабисти су предали Дирију септембра 1818. године. Град је уништен јуна 1819. године, а у његовом окружењу постављени су египатски гарнизони.